# Antonín Nogol
Antonín Nogol (15. ledna 1917, Radvanice - 1. února 1980, Ostrava) byl český volejbalista, který reprezentoval Československo. S jeho reprezentací získal stříbrnou medaili na mistrovství Evropy v roce 1950. Za národní tým nastupoval v letech 1947-1952. Hrál za kluby Sokol Radvanice (později SK Slezská Ostrava), Sokol Moravská Ostrava (později Sokol Vítkovické železárny, Baník VŽKG a VŽKG), s nímž dosáhl svého nejlepšího ligového umístění, 4. místa v roce 1949. Nejvyšší soutěž hrál až do 43 let. Po skončení hráčské kariéry se stal trenérem, vedl ženy NHKG Ostrava, muže VŽKG Ostrava a muže ŽD Bohumín. V letech 1940-1948 byl farářem Církve československé husitské, později byl vedoucím ve Sběrných surovinách, technikem ve VŽKG a referentem cenového odboru v OKD.